# Jerônimo Jardim
Jerônimo Osório Moreira Jardim (Jaguarão, 19 de novembro de 1944 – Porto Alegre, 3 de agosto de 2023) foi um compositor e escritor brasileiro.

## Festivais
Venceu diversos festivais de música, destacando-se:
- MPB-Shell 81 da Rede Globo, com a canção Purpurina, defendida por Lucinha Lins e por ela gravada no álbum Sempre, Sempre Mais. Purpurina recebeu a maior vaia da história dos festivais; foram cerca de dez minutos de demonstração de descontentamento.[2]
- Califórnia da Canção Nativa de Uruguaiana, com Astro Haragano, defendida pessoalmente e gravada no álbum do festival respectivo em sua 15ª edição (1985).

## Composições
Teve canções gravadas por diversos intérpretes, gaúchos e cariocas, com destaque especial para Moda de Sangue (Jerônimo Jardim e Ivaldo Roque), por Elis Regina, no álbum Saudade do Brasil (1980) e duas vezes trilha de novela da Rede Globo (Coração Alado e Torre de Babel). Integrou o Grupo Pentagrama, que marcou época na década de 1970 no Rio Grande do Sul, com o qual gravou o álbum Pentagrama pela Gravadora Continental (1977).

## Apresentações
Entre as diversas apresentações, locais e nacionais, destacam-se Rio Grande do Som (show de estreia, com o poeta Luiz Coronel, em 1972); Pentagrama em Pauta, em 1977); Suor e Sal (1977); Gira da Canja (lançamento do primeiro álbum individual, pela gravadora gaúcha ISAEC, então recém fundada, em 1978), Califórnia da Canção de Uruguaiana (edições 1973, 1974, 1977, 1978, 1982, 1984, 1985 e 1996); Musicanto (edição 1982, com a canção Peregrinos, parceria com Jaime Vaz Brasil e participação/arranjo de Geraldo Flach, e edição 1983, com a canção Ave Matreira e as participações de Renato Borghetti e Neto Fagundes); MPB Shell 82 (apresentação da canção Vento e Pó, com arranjo de Ivan Lins); Jerônimo Jardim e Bebeto Alves, com a Orquestra de Câmara da Ulbra (sob a regência do maestro Tiago Flores, em 2004); e, gravação do show, De Viva Voz (2011).

## Principais parcerias musicais (em canções gravadas)
Ivaldo Roque, Geraldo Flach, Luiz Coronel, Raul Ellwanger, Peri Souza, Bebeto Alves, Jaime Vaz Brasil, Sérgio Napp, Paulinho Tapajós, Toneco da Costa, Gelson Oliveira, Juliano Barreto, Luciah Helena, Antônio Carlos Machado, Bebeco Jardim, Clair Jardim, Greice Morelli, Timóteo Lopes.

## Carreira de escritor
Como escritor, publicou até o presente cinco livros infantis e dois livros para o público adulto (In Extremis – Na Alça de Mira e Serafim de Serafim).

## Vida pessoal
Apesar de nascido em Jaguarão, considera-se de Bagé, onde tem suas origens. Reside em Porto Alegre, Rio Grande do Sul. É também bacharel em Direito, publicitário e servidor aposentado do Tribunal Regional do Trabalho da 4ª Região. Exerceu a advocacia e o cargo de professor de Direito e Processo do Trabalho na Faculdade de Direito da Universidade Federal do Rio Grande.
Foi casado com Mara Ferreira Jardim, doutora em Literatura, com quem tem dois filhos, Thaís Ferreira Jardim, servidora do TRT da 4ª Região, e Flávio Ferreira Jardim, funcionário do Banco do Brasil. É casado com Clair Fofonka da Silva Jardim, médica veterinária e compositora.

## Discografia[4]

### Com o Grupo Pentagrama
- Pentagrama - LP - Gravadora Continental - 1977

### Solo

#### Álbuns
- Jerônimo Jardim (ISAEC, 1978)
- Terceiro Sinal (RBS/Som Livre, 1985)
- Digitais (RBS/RGE, 1997)
- Estação (Virtual Music/Via Brasil, 2000)
- Quando a noite vem (Virtual Music/Via Brasil, 2002)
- DE VIVA VOZ ao vivo (Virtual Music/Via Brasil, 2011)
- Singular e Plúrimo - 2015.[5]

#### Single
- Jerônimo Jardim (compacto simples, PolyGram, 1982)

## Peças teatrais
- Cri-Cri, O Grilo Gaudério – Direção de Isabel Íbias.
- Sob Fogo Cruzado – Direção de Arines Íbias.
- O Clube da Biblioteca – Direção de Camila Bauer.

## Prêmios e indicações

### Prêmio Açorianos
| Ano  | Categoria          | Indicação          | Resultado |
| ---- | ------------------ | ------------------ | --------- |
| 1997 | Disco de MPB/Samba | Digitais           | Indicado  |
| 2007 | Conjunto da Obra   | Jerônimo Jardim    | Venceu    |
| 2011 | Compositor de MPB  | Jerônimo Jardim    | Venceu    |
| 2011 | Intérprete de MPB  | Jerônimo Jardim    | Indicado  |
| 2011 | Disco de MPB       | De Viva Voz        | Indicado  |
| 2015 | Compositor de MPB  | Jerônimo Jardim    | Venceu    |
| 2015 | Intérprete de MPB  | Jerônimo Jardim    | Indicado  |
| 2015 | Álbum de MPB       | Singular e Plúrimo | Indicado  |

### Califórnia da Canção Nativa
| Ano  | Categoria         | Indicação      | Resultado |
| ---- | ----------------- | -------------- | --------- |
| 1985 | Calhandra de Ouro | Astro Haragano | Venceu    |

Recebeu o Prêmio Lupicínio Rodrigues da Câmara de Vereadores de Porto Alegre, edição 2000, e o Prêmio Açorianos de Música, edição 2008, pelo conjunto da obra. Em 2011, recebeu a Medalha Cidade de Porto Alegre, o Prêmio Destaque Especial da OMB e o Prêmio Açorianos Melhor Compositor MPB (com o CD De Viva Voz).